# Spatial Vision
Spatial Vision was een internationaal, aan collegiale toetsing onderworpen wetenschappelijk tijdschrift op het gebied van de
visuele waarneming.
De naam wordt in literatuurverwijzingen meestal afgekort tot Spatial Vis. Het is in 2009 voortgezet onder de naam Seeing and Perceiving.
Het eerste nummer verscheen in 1985.